# Plug it in
Plug it in is het vierde studioalbum van de Nederlandse popband Krezip. Het album kwam uit in mei 2007 op het label van Sony BMG. Van het album zijn vier singles uitgebracht, waarvan All My Life met een zevende plaats het hoogste scoort in de Top 40.
In februari 2008 werd er een speciale editie van het album uitgebracht, met enkele bonustracks, waaronder opnames van het 10-jarig jubileumconcert in de HMH. Daarnaast staat de single Everybody's Gotta Learn Sometime en een extra nummer, Look What You've Done, op de Special Edition. Vreemd genoeg maakt de Special Edition geen gebruik van de OpenDisc technologie die op de originele versie gebruikt werd.

## Nummers
1. "Play This Game With Me" - 4:00
2. "Life Is Sweet" - 3:31
3. "Plug It In & Turn Me On" - 3:41
4. "Ordinary Day" - 3:27
5. "Can't You Be Mine" - 3:02
6. "Easy Way Out" - 3:15
7. "Not Tonight" - 4:10
8. "Bored" - 3:28
9. "You're Wrong" - 3:24
10. "Hey There Love" - 4:35
11. "All My Life" - 3:39 
  - Daarnaast staan er nog op de Special edition de volgende nummers:
12. "Everybody's Gotta Learn Sometime"
13. "Plug It In & Turn Me On" (Live @ HMH)
14. "I Would Stay" (Live @ HMH)
15. "All My Life" (Live @ HMH)
16. "Venus" (Live @ HMH)
17. "Look What You've Done"

## Artiesten
- Jacqueline Govaert - zang
- Anne Govaert - gitaar
- Joost van Haaren - basgitaar
- Annelies Kuijsters - toetsen
- Bram van den Berg - drums
- Jan Peter Hoekstra - gitaar